# LHS 292
LHS 292, también conocida como GJ 3622 o LP 731-58, es una pequeña estrella situada a algo menos de 15 años luz del sistema solar en dirección a la constelación de Sextans. Es una enana roja de brillo muy débil y magnitud aparente +15,60.
Las estrellas más cercanas a LHS 292 son Ross 128 (FI Virginis) y DEN 1048-3956, respectivamente a 5,8 y 7,1 años luz de distancia.
LHS 292 es una de las más tenues enanas rojas de nuestro entorno, con magnitud absoluta +17,32. Su masa es apenas el 8,3 % de la masa del Sol y su luminosidad es solo una cienmilésima de la luminosidad solar. Pertenece al tipo espectral M6.5V, siendo sus características similares a las de DX Cancri.
Gira sobre sí misma con una velocidad de rotación proyectada de 3,0 km/s.
LHS 292 es una estrella fulgurante, es decir, ocasionalmente sufre erupciones que hacen aumentar drásticamente su brillo, si bien no tiene asignada una denominación de estrella variable. Estudios recientes sugieren que es una estrella binaria espectroscópica con una de las componentes más tenue que la otra.